# Marquette County (Michigan)
Marquette County ist ein County im Bundesstaat Michigan der Vereinigten Staaten. Der Verwaltungssitz (County Seat) ist Marquette. Das U.S. Census Bureau hat bei der Volkszählung 2020 eine Einwohnerzahl von 66.017 ermittelt.

## Geographie
Das County liegt im Norden der Oberen Halbinsel von Michigan, grenzt an den Lake Superior, einem der 5 großen Seen, und hat eine Fläche von 8871 Quadratkilometern, wovon 4155 Quadratkilometer Wasserfläche sind. Es grenzt im Uhrzeigersinn an folgende Countys: Alger County, Delta County, Menominee County, Dickinson County, Iron County, Baraga County und auf dem Lake Superior an das Keweenaw County.

## Geschichte
Marquette County wurde 1843 aus Teilen des Chippewa County und des Mackinac County gebildet. Benannt wurde es, ebenso wie die Bezirkshauptstadt, nach Pere Jacques Marquette, einem französischen Jesuiten-Missionar.
36 Bauwerke und Stätten des Countys sind im National Register of Historic Places eingetragen (Stand 26. Januar 2018).

## Demografische Daten

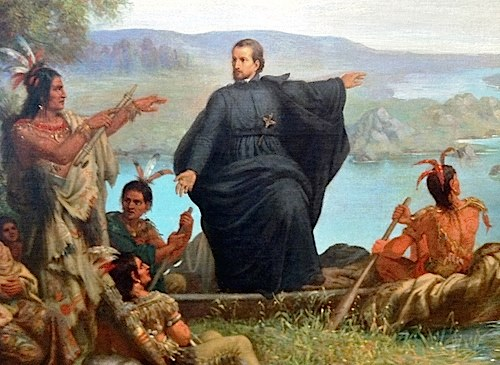
Zeichnung von Pater Pere Jacques Marquette

Nach der Volkszählung im Jahr 2000 lebten im Marquette County 64.634 Menschen in 25.767 Haushalten und 16.490 Familien. Die Bevölkerungsdichte betrug 14 Einwohner pro Quadratkilometer. Ethnisch betrachtet setzte sich die Bevölkerung zusammen aus 95,12 Prozent Weißen, 1,32 Prozent Afroamerikanern, 1,49 Prozent amerikanischen Ureinwohnern, 0,49 Prozent Asiaten, 0,02 Prozent Bewohnern aus dem pazifischen Inselraum und 0,25 Prozent aus anderen ethnischen Gruppen; 1,31 Prozent stammten von zwei oder mehr Ethnien ab. 0,69 Prozent der Bevölkerung waren spanischer oder lateinamerikanischer Abstammung.
Von den 25.767 Haushalten hatten 28,6 Prozent Kinder unter 18 Jahren, die bei ihnen lebten. 51,3 Prozent waren verheiratete, zusammenlebende Paare, 8,9 Prozent waren allein erziehende Mütter und 36,0 Prozent waren keine Familien. 28,9 Prozent waren Singlehaushalte und in 10,5 Prozent lebten Menschen im Alter von 65 Jahren oder darüber. Die Durchschnittshaushaltsgröße betrug 2,35 und die durchschnittliche Familiengröße lag bei 2,90 Personen.
21,4 Prozent der Bevölkerung waren unter 18 Jahre alt. 13,6 Prozent zwischen 18 und 24 Jahre, 26,9 Prozent zwischen 25 und 44 Jahre, 24,6 Prozent zwischen 45 und 64 Jahre und 13,5 Prozent waren 65 Jahre oder älter. Das Durchschnittsalter betrug 38 Jahre. Auf 100 weibliche Personen kamen 100,9 männliche Personen. Auf 100 Frauen im Alter von 18 Jahren und darüber kamen statistisch 100,1 Männer.
Das jährliche Durchschnittseinkommen eines Haushalts betrug 35.548 USD, das Durchschnittseinkommen einer Familie 46.281 USD. Männer hatten ein Durchschnittseinkommen von 36.431 USD, Frauen 23.609 USD. Das Prokopfeinkommen betrug 18.070 USD. 6,0 Prozent der Familien und 10,9 Prozent der Bevölkerung lebten unterhalb der Armutsgrenze.

## Städte und Gemeinden
(in Klammern Einwohnerzahlen nach dem United States Census 2000)
| Citys 1. Ishpeming 2. Marquette 3. Negaunee Unincorporated Communitys 1. Arnold 2. Austin 3. Big Bay 4. Gwinn 5. Harvey 6. K. I. Sawyer Air Force Base 7. Little Lake 8. Michigamme 9. National Mine 10. New Swanzy 11. Palmer 12. Republic 13. Suomi 14. Trowbridge Park 15. West Ishpeming | Charter Townships 1. Chocolay 2. Marquette Civil Townships 1. Champion 2. Ely 3. Ewing 4. Forsyth 5. Humboldt 6. Ishpeming 7. Michigamme 8. Negaunee 9. Powell 10. Republic 11. Richmond 12. Sands 13. Skandia 14. Tilden 15. Turin 16. Wells 17. West Branch |

## Denkmale, Sehenswürdigkeiten
Trunk Line Bridge No. 1